# 被窝声次元
被窝声次元（又称被窝app、被窝worm）是中国大陆一个以ACG和声音为主题的同人创作分享平台，是北京尖果网络科技有限公司旗下的产品，于2014年9月推出。有妖氣原創漫畫夢工廠和中国中央电视台新科动漫频道的前员工段金玖、独立动画创作者兼导演董淳以及技术负责人王辰是被窝声次元的三位联合创始人。被窝娘是被窝声次元的吉祥物，是一个粉红色头发的女性动漫角色。

## 运营
被窝声次元的定位是一个二次元声音分享交流平台，采用了用户生成内容的运营模式，作为创作者的用户可以在被窝声次元上传自己翻唱的歌曲或者是给漫画配音制作成有声漫画，也可以制作广播剧上传到平台上，或者是进行其他跟声音和ACG有关的创作。作为观看者的用户可以使用电脑网页版或者智能手机上的app观看被窝声次元平台上的作品并进行评论，也可以使用弹幕进行吐槽。由于这种模式降低了普通用户创作的门槛，作为观看者的用户也可以自己创作内容上传到平台上，成为创作者。这种模式跟AcFun和嗶哩嗶哩彈幕網类似，即用户可以上传自己的原创作品或者对他人的ACG作品进行演绎和二次创作，同时也提供一个用户之间交流的社交平台。
除了用户主动投稿之外，被窝声次元曾与一些ACG创作者和创作团队合作开展活动。例如被窝声次元曾与中国大陆漫画创作者使徒子合作，对其创作的漫画《一条狗》进行配音，制作成有声漫画，也曾跟中国大陆美少女游戏同人制作组SP-time合作，通过被窝声次元平台向用户征集游戏《真恋～寄语枫秋～》的片头曲永恒的等待的演唱版本。

## 融资
- 2014年6月30日，被窝声次元获得创新工场数百万人民币的天使轮融资。
- 2015年6月8日，被窝声次元获得博派资本的A轮融资。[2]

## 注解
1. ↑  董淳的网名是DCZLD。